# Sarah Kirsch
Sarah Kirsch, geboren als Ingrid Hella Irmelinde Bernstein, (Limlingerode, 16 april 1935 – Heide (Holstein), 5 mei 2013) was een Duitse schrijfster, die vooral naam heeft gemaakt als dichteres.

## Biografie
Sarah Kirsch groeide op in het Harzgebied. Van 1954 tot 1958 studeerde ze biologie in Halle. Aan het eind van haar studietijd ontmoette ze de dichter Rainer Kirsch, met wie ze van 1960 tot 1968 gehuwd was. Vanaf 1960 publiceerde ze gedichten in diverse tijdschriften in de DDR. Van 1963 tot 1965 studeerden Rainer en Sarah Kirsch aan het Literaturinstitut Johannes R. Becher in Leipzig, een instituut dat veel dichters voortbracht, die later tot de Sächsische Dichterschule gerekend werden. Deze dichters zetten zich af tegen het door de staat gepredikte sociaal realisme en schreven liever over gevoelens, kleine dagelijkse dingen en over de natuur dan over de klassenstrijd.
In 1965 werd Sarah Kirsch lid van het Schriftstellerverband der DDR. In datzelfde jaar verscheen haar eerste boekpublicatie, de dichtbundel Gespräch mit dem Saurier, die ze samen met haar man had geschreven. De eigenlijke doorbraak van Sarah Kirsch volgde in 1967 met de publicatie van de dichtbundel Landaufenthalt.
Na de scheiding van haar man Rainer (1968), verhuisde Sarah Kirsch naar Oost-Berlijn, waar ze werkzaam was als journaliste, vertaalster en medewerkster aan hoorspelen. In 1973 verschenen de dichtbundel Zaubersprüche, de verhalenbundel Die ungeheuren bergehohen Wellen auf See en Die Pantherfrau, een verzameling gesprekken met vrouwen in de DDR. Deze publicaties worden alle drie gekenmerkt door feministische tendensen.
In 1976 verscheen de bundel Rückenwind, die vooral een weerslag vormt van de beëindigde relatie met de schrijver Christoph Meckel.
Ook nog in 1976 stond Sarah Kirsch' naam bovenaan de protestlijst tegen de uitburgering van Wolf Biermann. Een jaar later, na uitgesloten te zijn uit de SED en het Schriftstellerverband, verhuisde ze naar West-Berlijn. In de daaropvolgende jaren bleef Sarah Kirsch uiterst productief en kreeg ze diverse prijzen, waaronder de prestigieuze Georg-Büchner-Preis (1996).
- Biblioteca Nacional de España: XX4613791
- Bibliothèque nationale de France: cb120291291 (data)
- CiNii: DA01710602
- Digitale Bibliotheek voor de Nederlandse Letteren: kirs007
- Gemeinsame Normdatei: 118562487
- International Standard Name Identifier: 0000 0001 1697 9733
- Library of Congress Control Number: n50048603
- Nationale Bibliotheek van Letland: 000014566
- MusicBrainz: cfdbd7ae-281d-4a68-9436-029b66462360
- Bibliotheek van het Japanse parlement: 00721549
- Nationale Bibliotheek van Tsjechië: ola2002101877
- Nationale bibliotheek van Australië: 35689583
- Nationale Bibliotheek van Israël: 987007263976505171
- Nationale Bibliotheek van Polen: a0000002808422
- Nederlandse Thesaurus van Auteursnamen: 06846424X
- LIBRIS: 218804
- SNAC: w6094299
- Système universitaire de documentation: 028459970
- Trove: 1043790
- Virtual International Authority File: 109197267
- WorldCat: E39PBJghmdXPB4F6f3Hx8rxbh3